# マッソスポラ
マッソスポラ（Massospora）はハエカビ目ハエカビ科に属する、セミ（周期ゼミ）に感染する真菌病原体。特にM. cicadina（ジュウシチネンゼミカビ）のこと。

## 発見
1850年、レイディによって初めて観察される。1879年、チャールズ・ペックによる記録が残る。1921年頃から顕微鏡によって病原体を徹底的に研究し始めた。12種発見されているが、それぞれ特定の1種の蝉にしか感染しない。
日本でも観察例があり、1951年に東京都練馬区のニイニイゼミ、1997年に小笠原諸島母島のオガサワラゼミ、2020年に千葉県流山市のニイニイゼミからそれぞれ観察されている。

## 生態
マッソスポラは2種類の胞子を作り、感染流行の発生初期に作られる分生子ですぐに感染するが寿命は短かいとされ、流行末期に作られる休眠胞子はすぐに感染せず長期間を土中で過ごしセミの羽化時に発芽・感染すると考えられる。　なお、セミの幼虫が土中にいる間は発芽しない。また、休眠胞子種の判別には分生子の観察が必要とされる。

## 感染後の症状
腹部が脱落するものの死ぬ事は無く、飛翔中に胞子を飛散させたり、生殖行為を行おうとして他のセミと接触し感染してゆく。